# Ricardo Soares Florêncio
Ricardo Soares Florêncio, detto Russo (Recife, 18 giugno 1976), è un ex calciatore brasiliano, di ruolo terzino.

## Carriera

### Club
Debuttò nel 1996 con la maglia dello Sport Club do Recife, squadra della sua città natale. Vinse subito il Campionato Pernambucano, campionato dello stato di Pernambuco; trasferitosi brevemente al Vitória, vinse anche in quel club il campionato statale. Nel 1998 torna allo Sport e dopo aver vinto un altro campionato statale, centra il quarto campionato consecutivo con il Cruzeiro, con il quale vince il Campionato Mineiro. 
Nel 1999 gioca per il Botafogo de Futebol e Regatas, mentre il 2000 lo passa allo Sport. Dal 2002 al 2003 gioca per il Vasco, quando lo Spartak Mosca lo acquista per disputare la Prem'er-Liga 2003. Dopo solo una presenza, nel 2005 viene ceduto allo Sport. Nel 2007 gioca al Santa Cruz, dove chiude la carriera.

### Nazionale
Con la Nazionale di calcio del Brasile venne convocato alla Confederations Cup 1997 e alla CONCACAF Gold Cup 1998. In tutto ha collezionato 5 presenze con la maglia della Nazionale.

## Palmarès

### Club

#### Competizioni nazionali
- Campionato Pernambucano: 3

Sport: 1996, 1998, 2000
- Campionato Baiano: 1

Vitória: 1997
- Campionato Mineiro: 1

Cruzeiro: 1998

#### Nazionale
- Confederations Cup: 1

1997